# Hrabstwo Cherokee (Iowa)

Piramida wieku hrabstwa

Hrabstwo Cherokee – hrabstwo położone w USA w stanie Iowa z siedzibą w mieście Cherokee. Założone w 1851 roku.

## Miasta
| - Aurelia - Cherokee | - Cleghorn - Larrabee | - Marcus - Meriden | - Quimby - Washta |

## Gminy
| - Afton - Amherst - Cedar - Cherokee | - Diamond - Grand Meadow - Liberty - Marcus | - Pilot - Pitcher - Rock - Sheridan | - Silver - Spring - Tilden - Willow |

## Sąsiednie hrabstwa
- Hrabstwo O’Brien
- Hrabstwo Buena Vista
- Hrabstwo Ida
- Hrabstwo Woodbury
- Hrabstwo Plymouth

## Drogi główne
- U.S. Highway 59
- Iowa Highway 3
- Iowa Highway 7
- Iowa Highway 31
- Iowa Highway 143